# Caso dos diamantes
O caso dos diamantes, conhecido na França como "l'affaire des diamants", foi um grande escândalo político na 5.ª República Francesa. Em 1973, o então ministro das Finanças, presidente Valéry Giscard d'Estaing recebeu dois diamantes do presidente da República Centro-Africana, o notório ditador Jean-Bédel Bokassa. O caso foi revelado pelo jornal satírico Le Canard Enchaîné em 10 de outubro de 1979, no final da presidência de Giscard. Contribuiu para que Giscard perdesse sua tentativa de reeleição em 1981.